# Силвер (озеро, Аляска)
Силвер (Силвер-Лейк; англ. Silver Lake) — озеро в американском штате Аляска, располагается на территории зоны переписи населения Чугач в составе Неорганизованного боро. Относится к бассейну залива Аляска.
Озеро находится на высоте 86 м над уровнем моря. Имеет продолговатую форму, ориентированную в направлении северо-запад — юго-восток. Длина — 4,83 км, максимальная ширина — 1,12 км.